# Pherotesia malinaria
Pherotesia malinaria är en fjärilsart som beskrevs av William Schaus 1901. Pherotesia malinaria ingår i släktet Pherotesia och familjen mätare. Inga underarter finns listade i Catalogue of Life.